# Les Rousses
Cet article possède un paronyme, voir Rousses.
Les Rousses sont une commune française située dans le département du Jura, la région culturelle et historique de Franche-Comté et la région administrative Bourgogne-Franche-Comté.
La commune est située dans le Haut-Jura, à la frontière avec la Suisse. Elle est la principale commune de la station des Rousses, un domaine de ski alpin composé des Rousses, de Bois-d'Amont, de Lamoura et de Prémanon. Ses habitants, appelés les Rousselands, étaient au nombre de 3 702 habitants en 2022. Elle est le siège d’une intercommunalité, la communauté de communes de la Station des Rousses-Haut-Jura, comprenant les quatre communes de la station, soit 7 300 habitants en 2022.

## Géographie

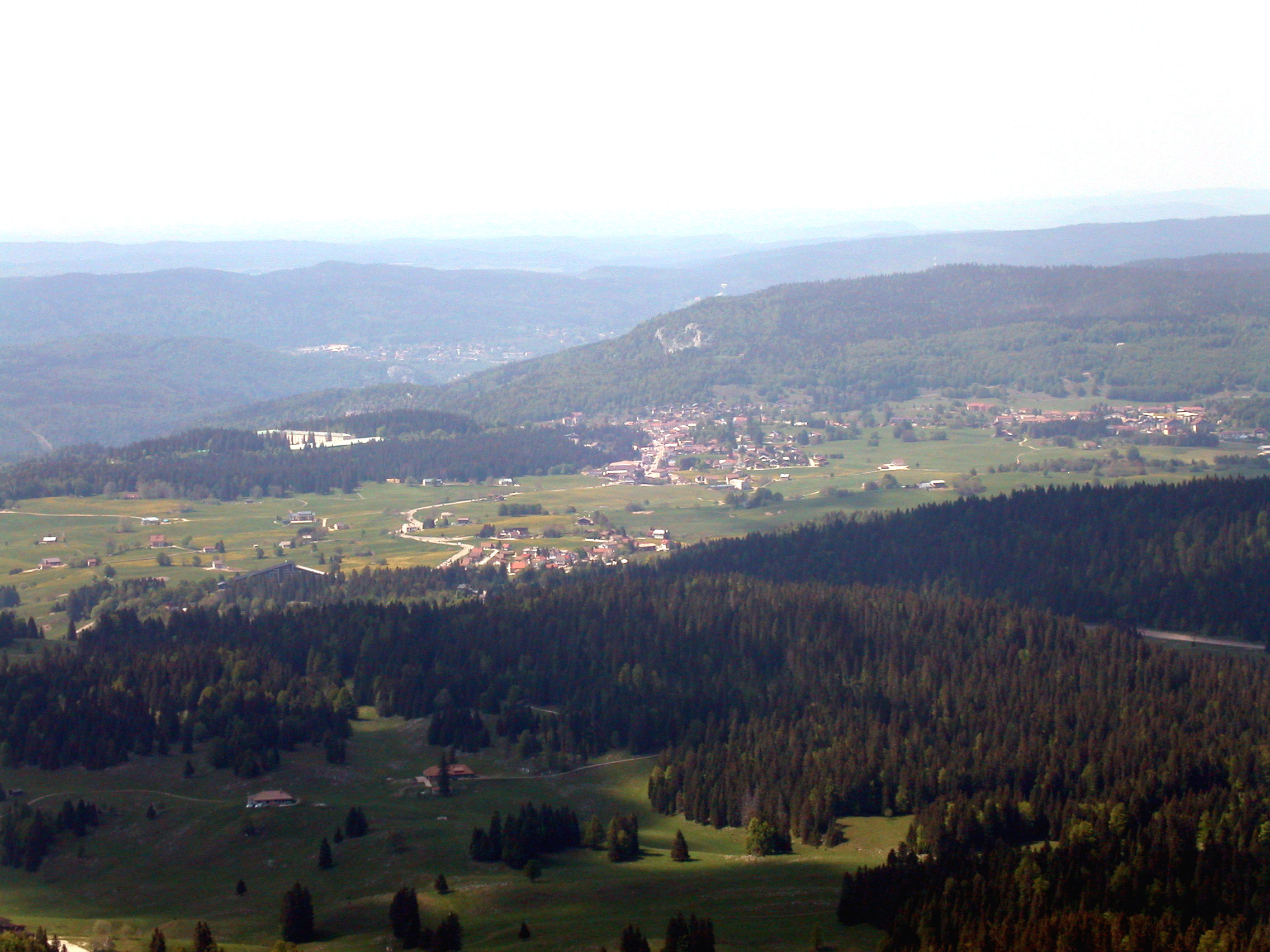
Les Rousses vues de la Dôle.

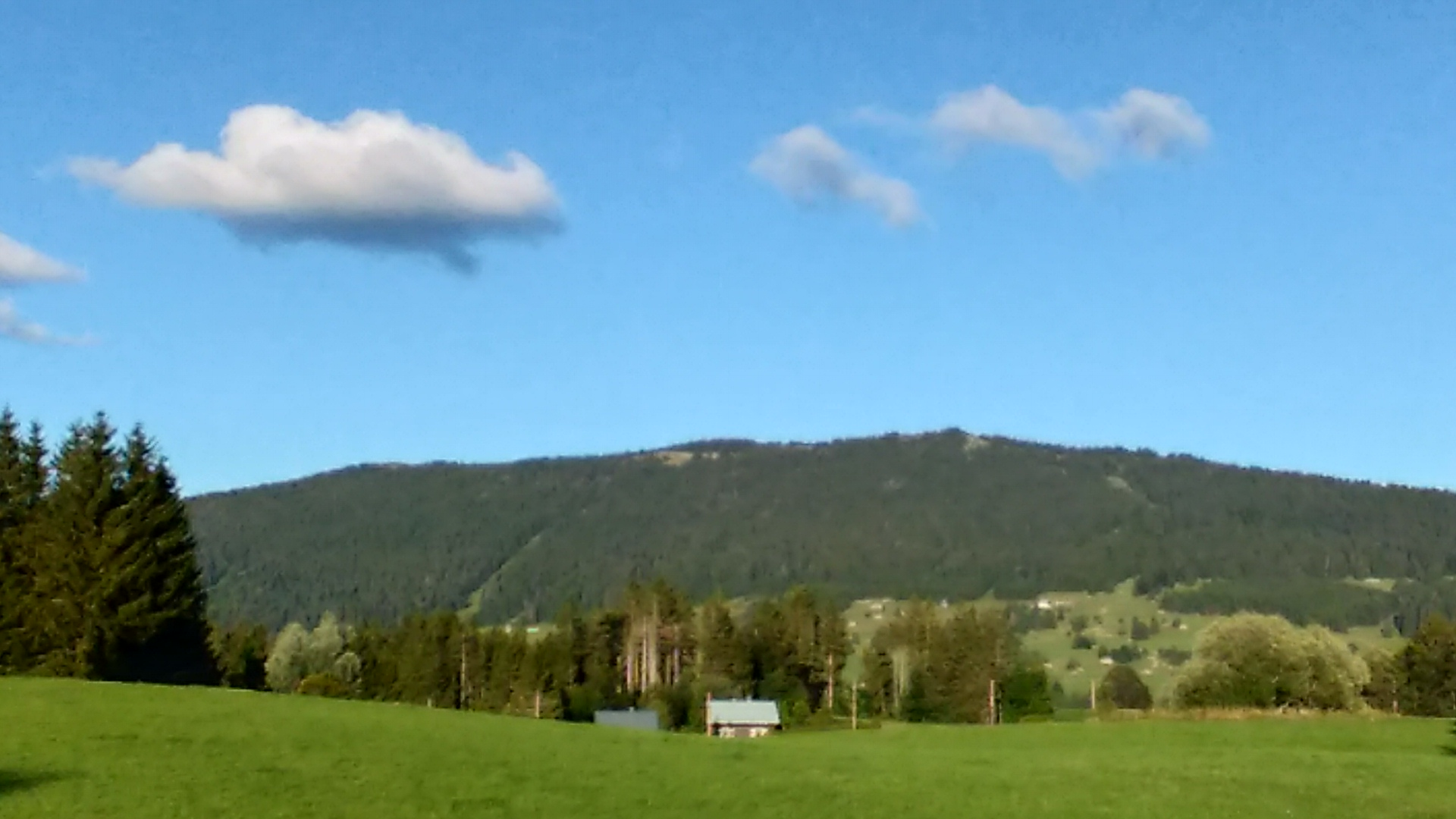
Vue du Noirmont depuis Les Rousses.

Situé à 1 107 m d'altitude, le village des Rousses occupe un synclinal entre le Risoux (1 419 m) et le Noirmont (1 567 m) dans la Haute-Chaîne du massif du Jura et marque la frontière avec la Suisse (au hameau de La Cure).
La commune connaît un climat continental montagnard aux hivers rigoureux.
Les Rousses se situent à la limite des bassins versants du Rhône et du Rhin. Les pluies qui s'écoulent à l'est de la ville sont drainées vers le lac des Rousses, l'Orbe, la Suisse et le Rhin. Celles qui tombent à l'ouest descendent vers la rivière de la Bienne, affluent de l'Ain qui mène au Rhône.

### Climat
Pour des articles plus généraux, voir Climat de la Bourgogne-Franche-Comté et Climat du département du Jura.
En 2010, le climat de la commune est de type climat de montagne, selon une étude du Centre national de la recherche scientifique s'appuyant sur une série de données couvrant la période 1971-2000. En 2020, Météo-France publie une typologie des climats de la France métropolitaine dans laquelle la commune est exposée à un climat de montagne ou de marges de montagne et est dans la région climatique  Jura, caractérisée par une forte pluviométrie en toutes saisons (1 000 à 1 500 mm/an), des hivers rigoureux et un ensoleillement médiocre. 
Pour la période 1971-2000, la température annuelle moyenne est de 6,1 °C, avec une amplitude thermique annuelle de 15,4 °C. Le cumul annuel moyen de précipitations est de 1 847 mm, avec 13,1 jours de précipitations en janvier et 11,4 jours en juillet. Pour la période 1991-2020, la température moyenne annuelle observée sur la station météorologique de Météo-France la plus proche, « Divonne ZA », sur la commune de Divonne-les-Bains à 16 km à vol d'oiseau, est de 10,5 °C et le cumul annuel moyen de précipitations est de 1 129,8 mm. 
La température maximale relevée sur cette station est de 39,9 °C, atteinte le 24 août 2023 ; la température minimale est de −16,5 °C, atteinte le 5 février 2012,,. 
Les paramètres climatiques de la commune ont été estimés pour le milieu du siècle (2041-2070) selon différents scénarios d'émission de gaz à effet de serre à partir des nouvelles projections climatiques de référence DRIAS-2020. Ils sont consultables sur un site dédié publié par Météo-France en novembre 2022.

## Urbanisme

### Typologie
Au 1er janvier 2024, Les Rousses sont catégorisées bourg rural, selon la nouvelle grille communale de densité à sept niveaux définie par l'Insee en 2022.
Elles appartiennent à l'unité urbaine de Les Rousses, une unité urbaine monocommunale constituant une ville isolée,. La commune est en outre hors attraction des villes,.

### Occupation des sols
L'occupation des sols de la commune, telle qu'elle ressort de la base de données européenne d’occupation biophysique des sols Corine Land Cover (CLC), est marquée par l'importance des forêts et milieux semi-naturels (53,4 % en 2018), en diminution par rapport à 1990 (54,7 %). La répartition détaillée en 2018 est la suivante : 
forêts (49,3 %), prairies (26,6 %), zones urbanisées (5,6 %), zones humides intérieures (4,6 %), milieux à végétation arbustive et/ou herbacée (4 %), espaces verts artificialisés, non agricoles (3,8 %), zones agricoles hétérogènes (2,9 %), eaux continentales (2,5 %), zones industrielles ou commerciales et réseaux de communication (0,7 %). L'évolution de l’occupation des sols de la commune et de ses infrastructures peut être observée sur les différentes représentations cartographiques du territoire : la carte de Cassini (XVIIIe siècle), la carte d'état-major (1820-1866) et les cartes ou photos aériennes de l'IGN pour la période actuelle (1950 à aujourd'hui).

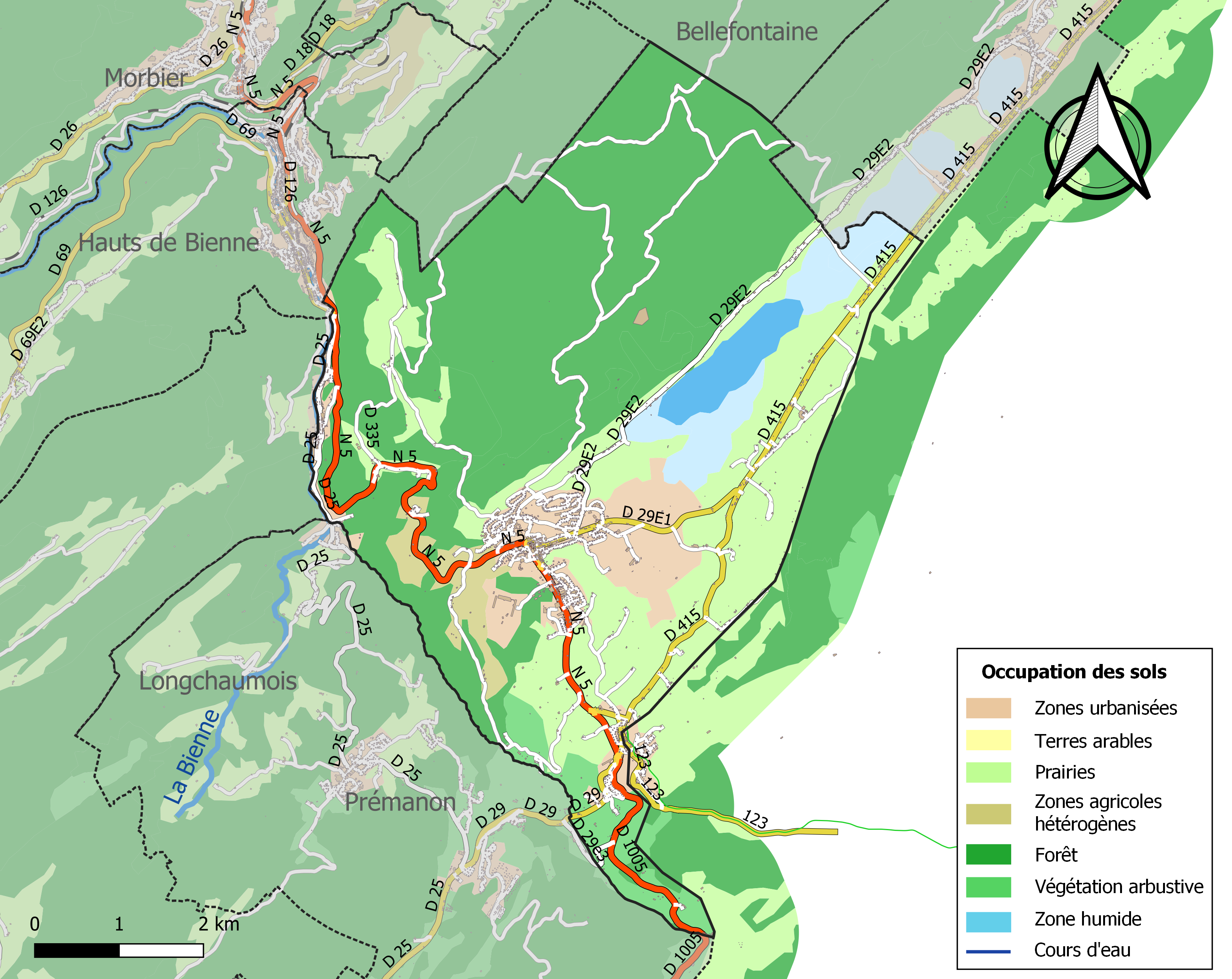
Carte des infrastructures et de l'occupation des sols de la commune en 2018 (CLC).

## Toponymie
Le nom de la ville des Rousses provient probablement d'une forme dialectale « Les Rôtz » signifiant « Les Roches » en francoprovençal. Cette théorie est incertaine et il existe d'autres explications : le mot « rousses » est également fréquent dans la région en microtoponymie (noms de champs, de lieux-dits) pour désigner des zones défrichées ou des cabanes de branchages (du latin « ruptias », branches « cassées »).
La toponymie locale renvoie en tout cas nécessairement à la période des défrichements médiévaux puisque le territoire des Rousses, comme celui des communes voisines, notamment Lamoura, a fait l'objet d'un peuplement particulièrement tardif. Jusqu'à la fin du Moyen Âge, la région ne fut qu'une forêt parcourue par les pasteurs et les pâtres.

## Histoire

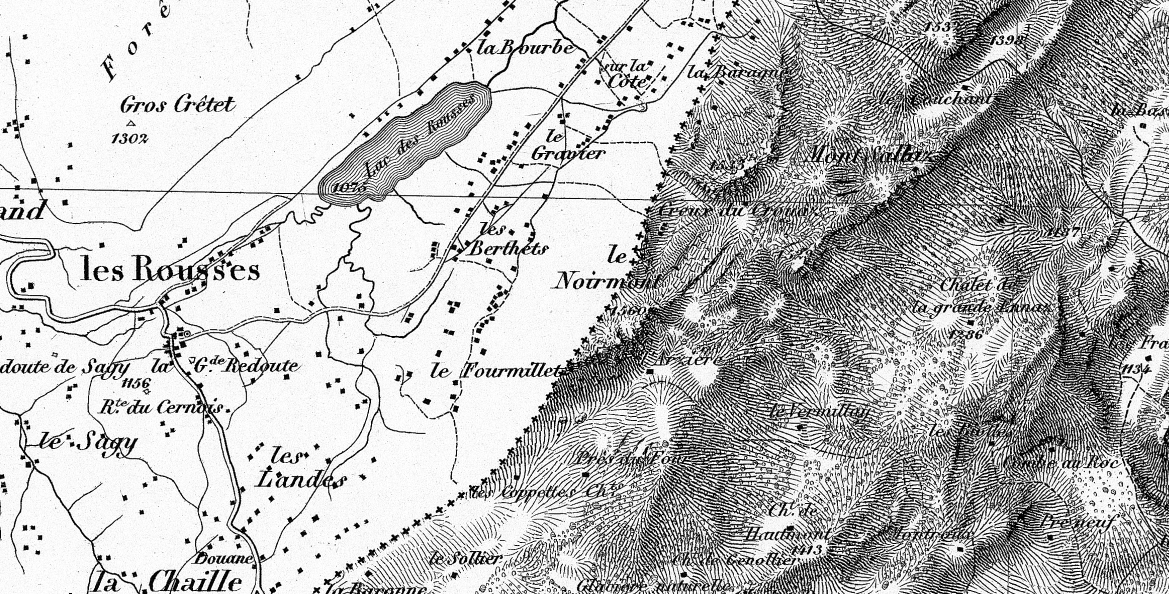
Les Rousses, apparaissant en marge de la carte Dufour (1864).

Terre de pâtures et d'estives, la ville proprement dite n'a vu le jour qu'au début du XVIe siècle lorsque les techniques agricoles et la vulgarisation de l'utilisation de la faux permirent de récolter suffisamment d'herbe pour nourrir les bêtes au cours des longs mois d'hiver. Une chapelle apparaît à la fin du XVIe siècle et une paroisse est créée en 1612, tandis qu'une nouvelle communauté, Bois-d'Amont, se constituera par séparation au milieu du XVIIIe siècle.
Les premiers habitants se sont installés sur l'axe naturel de communication qui traverse la chaîne du Jura puis qui, par le col de la Givrine, permet un accès relativement aisé au bassin lémanique et au Moyen-Pays suisse.
C'est aux Rousses que naquit en 1900, sous l'égide de Victor Félix Péclet, maire de la commune à l'époque, la pratique du ski en France,.
Les Rousses furent le lieu de négociation de quelques traités internationaux :
- 8 décembre 1862 : le traité des Dappes rectifie la frontière entre la France et la Suisse, modifiant les limites de la commune, notamment au hameau de La Cure.
- 18 février 1962 : pourparlers des futurs accords d'Évian signés le 18 mars.

Deux forts furent construits à la fin du XIXe siècle pour défendre la vallée contre le risque d'invasion par une puissance ennemie qui aurait traversé la Suisse : le fort des Rousses et celui du Risoux. Ces deux forts, qui devinrent rapidement obsolètes avec l'évolution du matériel d'artillerie, devinrent alors de simples casernes ou centres d'entraînement et ne jouèrent jamais de rôle militaire véritable.

## Héraldique
|  | Les armes de la commune se blasonnent ainsi : Parti : au premier coupé au I de gueules à la croix alésée d'argent (drapeau et armoiries de la Suisse) et au II tiercé en pal d'azur, d'argent et de gueules (drapeau de la France), au second d'azur à la tête de loup de sable, allumée d'argent, surmontée de deux monts du même. |

La mascotte de la ville est un renard roux, espèce très présente dans la région.

## Politique et administration
| Période    | Période           | Identité             | Étiquette | Qualité                                                           |
| ---------- | ----------------- | -------------------- | --------- | ----------------------------------------------------------------- |
| 1953       | 1954              | Gaston Chavet-Noir   |           |                                                                   |
| 1966       |                   | André Lizon à Lugrin |           | Boulanger                                                         |
| mars 1983  | mars 1989         | René Berthet au Loup |           | Hôtelier-restaurateur                                             |
| mars 1989  | mars 1994 (décès) | André Lizon-à-Lugrin |           | Boulanger                                                         |
| avril 1994 | juin 1995         | Paul Cretin          |           | Douanier                                                          |
| juin 1995  | mars 2008         | Bernard Mamet        |           | Professeur de français                                            |
| mars 2008  | avril 2011        | José Camelin         |           | Chef d'entreprise                                                 |
| avril 2011 | mai 2020          | Bernard Mamet        | UDI       | Retraité de l'enseignement Président de la Communauté de Communes |
| mai 2020   | En cours          | Christophe Mathez    | DVC       | Professeur d'optique                                              |

## Démographie
L'évolution du nombre d'habitants est connue à travers les recensements de la population effectués dans la commune depuis 1793. Pour les communes de moins de 10 000 habitants, une enquête de recensement portant sur toute la population est réalisée tous les cinq ans, les populations de référence des années intermédiaires étant quant à elles estimées par interpolation ou extrapolation. Pour la commune, le premier recensement exhaustif entrant dans le cadre du nouveau dispositif a été réalisé en 2006.

En 2022, la commune comptait 3 702 habitants, en évolution de +4,46 % par rapport à 2016 (Jura : −0,81 %, France hors Mayotte : +2,11 %).
| 1793  | 1800  | 1806  | 1821  | 1831  | 1836  | 1841  | 1846  | 1851  |
| ----- | ----- | ----- | ----- | ----- | ----- | ----- | ----- | ----- |
| 2 501 | 2 240 | 2 159 | 2 278 | 2 187 | 2 163 | 2 017 | 2 254 | 2 395 |

| 1856  | 1861  | 1866  | 1872  | 1876  | 1881  | 1886  | 1891  | 1896  |
| ----- | ----- | ----- | ----- | ----- | ----- | ----- | ----- | ----- |
| 2 555 | 2 581 | 2 472 | 2 527 | 2 518 | 2 545 | 2 941 | 2 476 | 2 258 |

| 1901  | 1906  | 1911  | 1921  | 1926  | 1931  | 1936  | 1946  | 1954  |
| ----- | ----- | ----- | ----- | ----- | ----- | ----- | ----- | ----- |
| 2 195 | 2 148 | 2 031 | 1 701 | 1 610 | 1 571 | 1 562 | 1 533 | 1 795 |

| 1962  | 1968  | 1975  | 1982  | 1990  | 1999  | 2006  | 2011  | 2016  |
| ----- | ----- | ----- | ----- | ----- | ----- | ----- | ----- | ----- |
| 1 731 | 1 755 | 2 061 | 2 331 | 2 840 | 2 927 | 3 018 | 3 150 | 3 544 |

| 2021  | 2022  | - | - | - | - | - | - | - |
| ----- | ----- | - | - | - | - | - | - | - |
| 3 683 | 3 702 | - | - | - | - | - | - | - |

## Transports

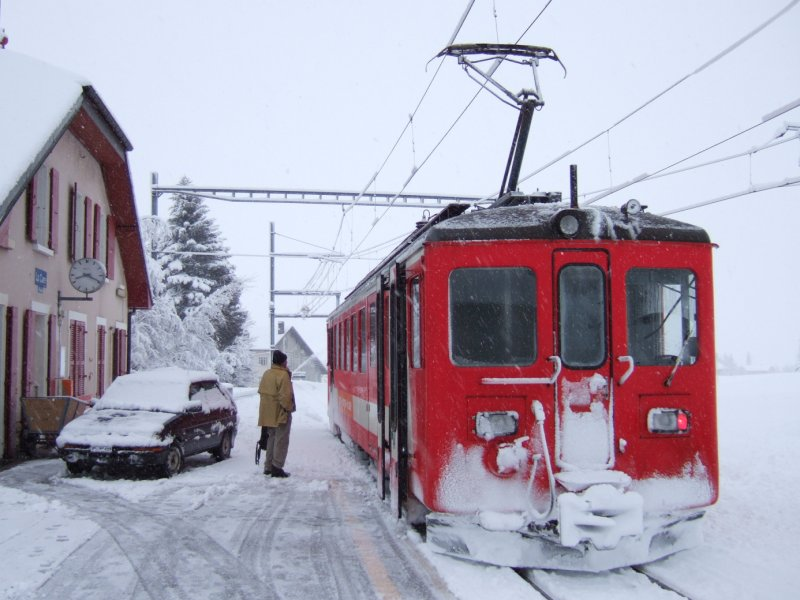
Train NStCM en gare de la Cure.

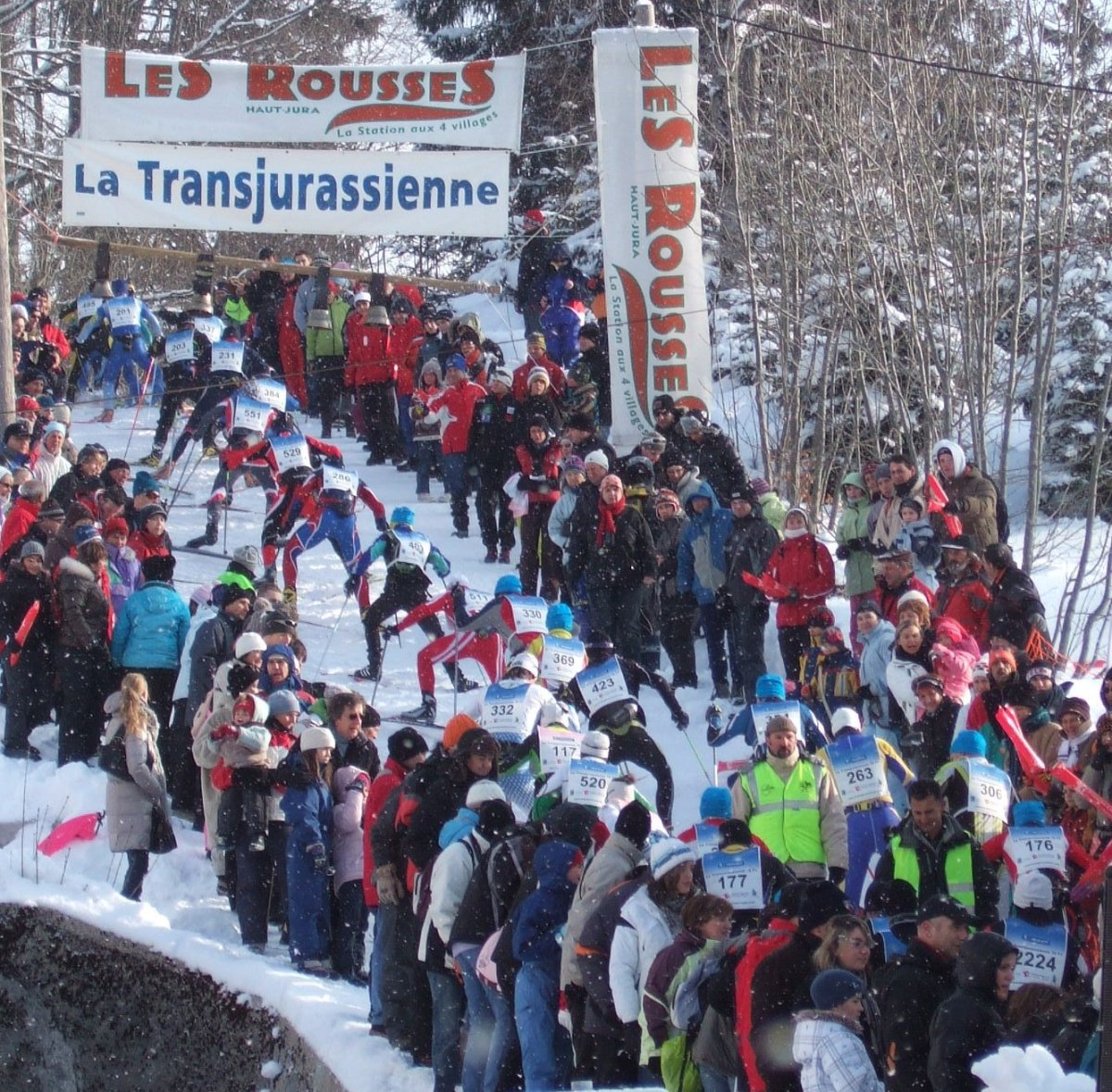
Passage de la Transjurassienne dans la station.

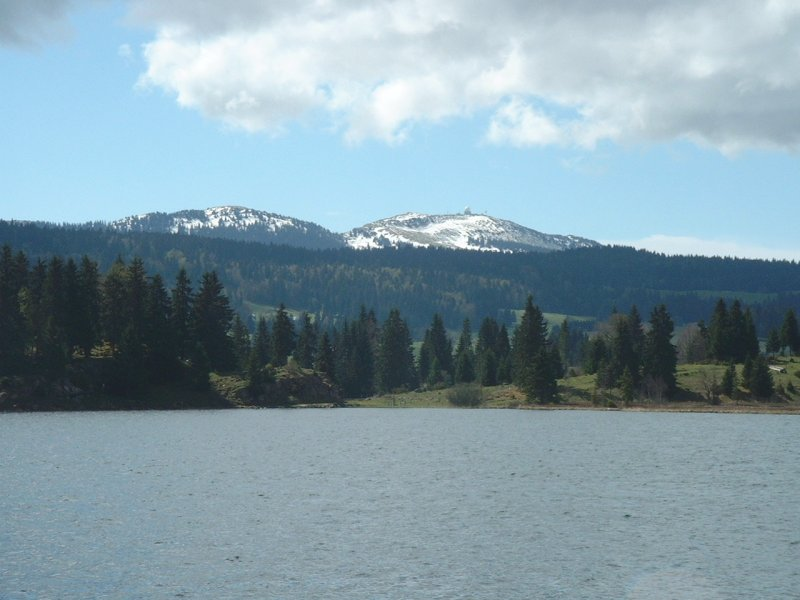
Lac des Rousses et La Dôle.

Avec l’achèvement de la ligne métrique du Chemin de fer Nyon-Saint-Cergue-Morez en 1921, Les Rousses bénéficiaient d’une liaison avec Nyon, en Suisse, et avec Morez. La partie française de cette ligne a été fermée en 1958, et la ligne s'arrête maintenant à La Cure, juste avant la frontière.

## Économie
L'agriculture était l'activité majoritaire des habitants des Rousses jusqu'au début des années 1900. La commune des Rousses comptait quatre fruitières (coopérative laitière, propriété des agriculteurs, qui leur sert à transformer leurs laits crus en comté et en morbier).
Aujourd'hui, il existe encore une fruitière à Comté située au centre du village des Rousses, on y trouve également un magasin de vente (Comté, Morbier, bleu de Gex, Mont d'or). C'est également sur la commune des Rousses que se trouve un important négociant en fromage de Comté qui exploite les caves de l'ancien fort militaire pour y affiner les meules qu'il achète aux fruitières sur la zone de production du Comté.
L'artisanat s'est développé très tôt aux Rousses et dans les communes avoisinantes, parallèlement à l'activité agricole. Il s'agissait initialement de travaux que les paysans réalisaient pendant les mois d'hiver. La fabrication d'horloges comtoises dans un premier temps, puis la fabrication de lunettes connurent un essor important au XIXe siècle et au début du XXe siècle avec la création des ateliers et usines Berthet, Mathieu et Lamy qui se déplacèrent par la suite vers la ville de Morez située en contrebas, sur la Bienne.
Le lieu-dit la Doye, situé sur la commune des Rousses, sur la rivière Bienne, en amont de Morez, a gardé une destination industrielle, essentiellement de la sous-traitance des lunetteries de Morez.
Une fabrique de skis et un atelier de fabrication de lunettes de ski fonctionnèrent jusqu'au milieu des années 1990.
Au début du XXIe siècle, les Rousselands tirent essentiellement leurs ressources de deux secteurs d'activité : le tourisme et le travail frontalier en Suisse. De nombreux habitants frontaliers de la commune traversent la frontière suisse quotidiennement pour aller travailler dans les cantons de Genève et de Vaud, notamment dans l'industrie horlogère de la vallée de Joux.
La station touristique des Rousses a connu un essor important à partir du milieu des années 1970, avec le développement du ski comme activité de loisir et l'instauration d'une quatrième semaine de congés payés, souvent prise en hiver. Initialement axé sur le développement du ski alpin, Les Rousses se sont recentrées par la suite sur le ski de fond, mieux adapté à sa géographie.

## Lieux et monuments

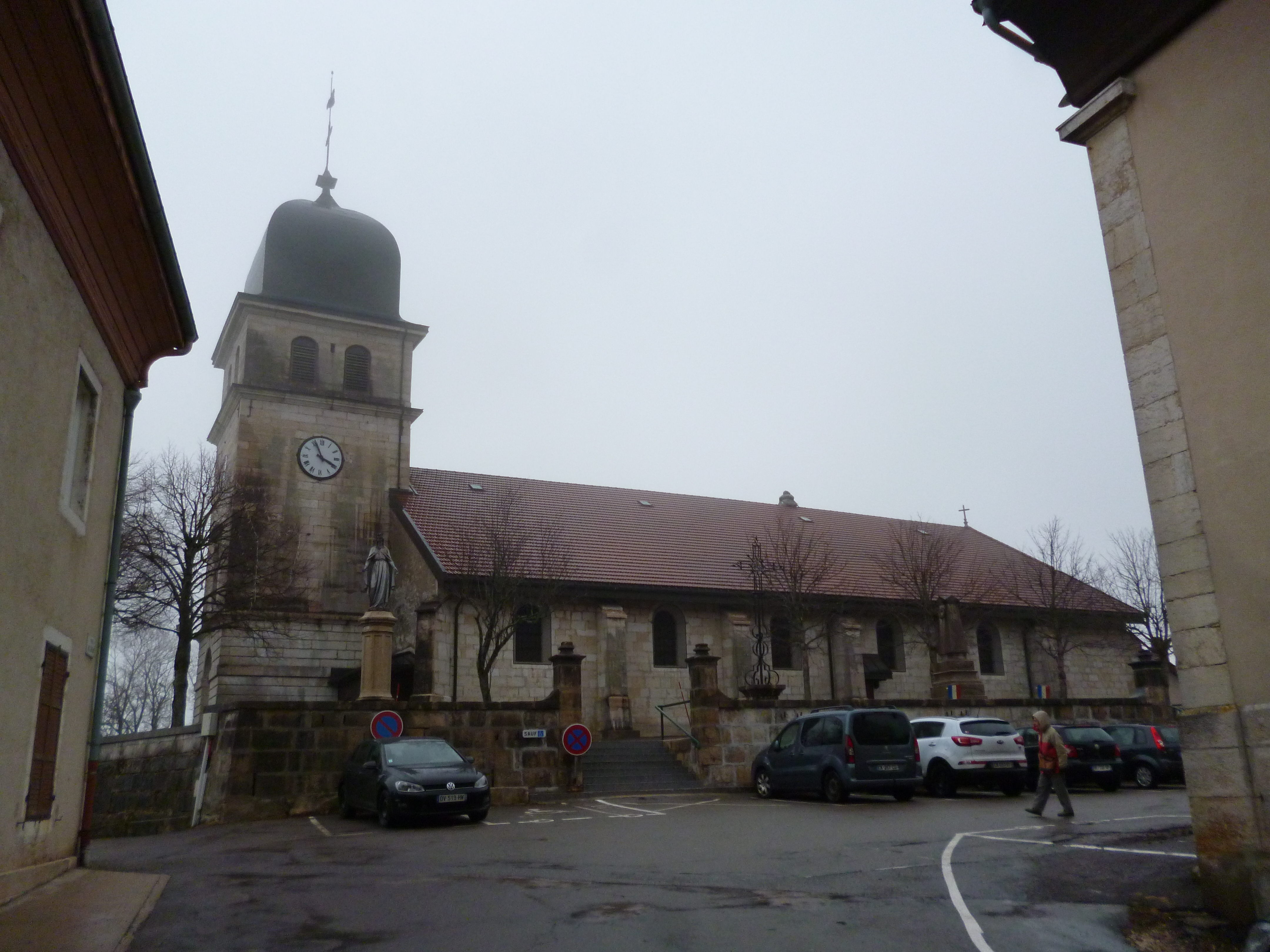
L'église.
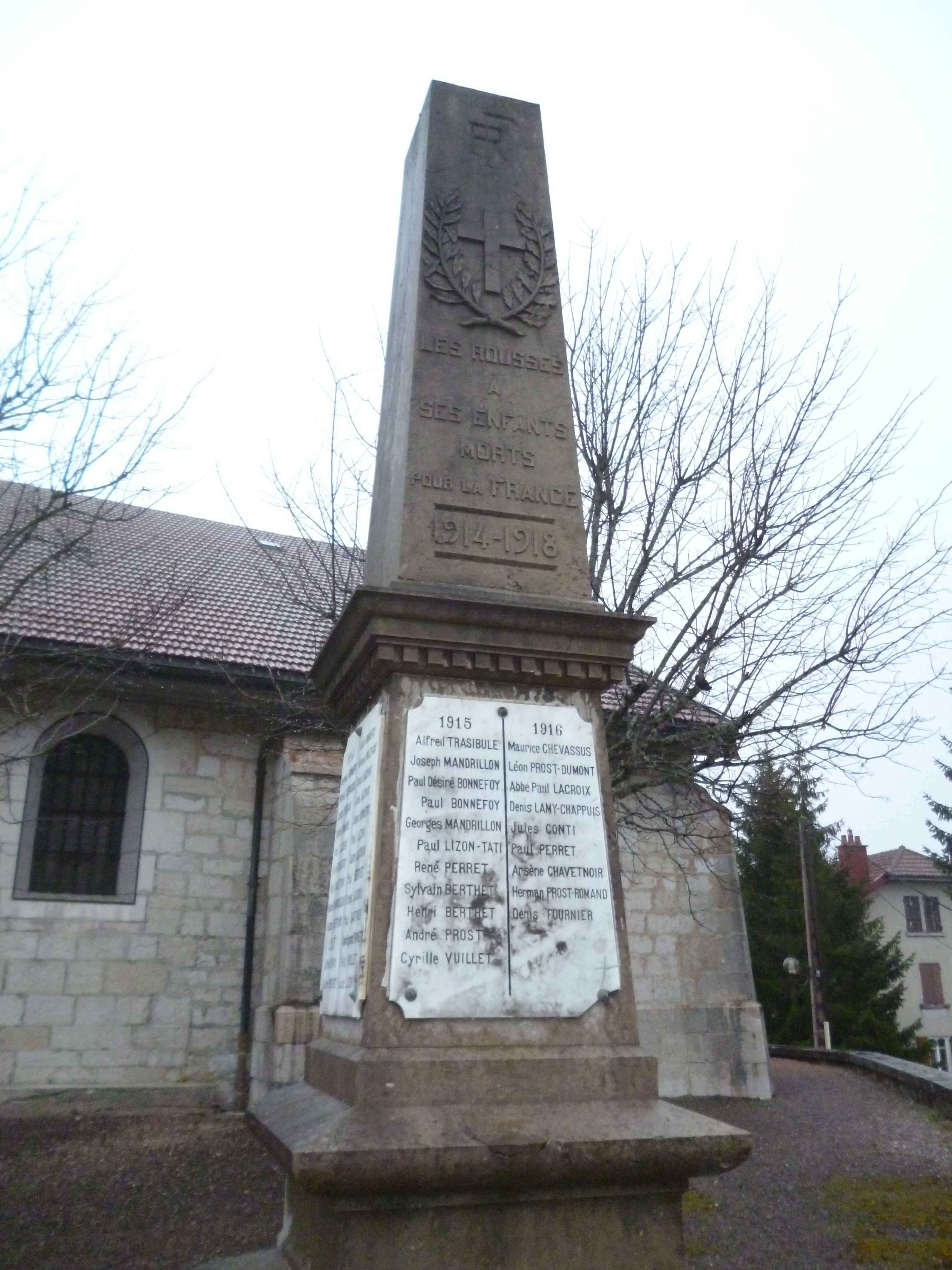
Le monument aux morts.
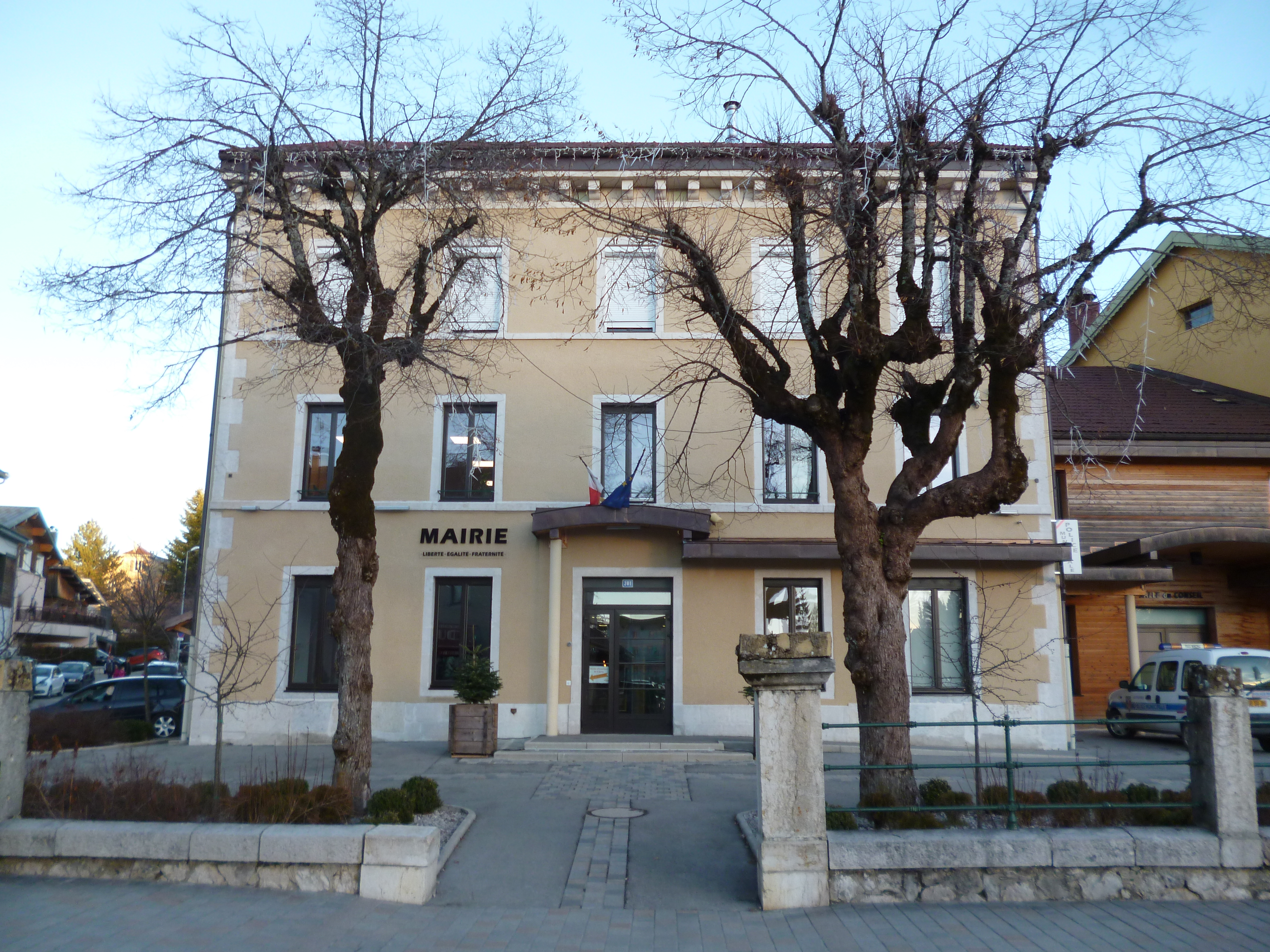
La mairie.
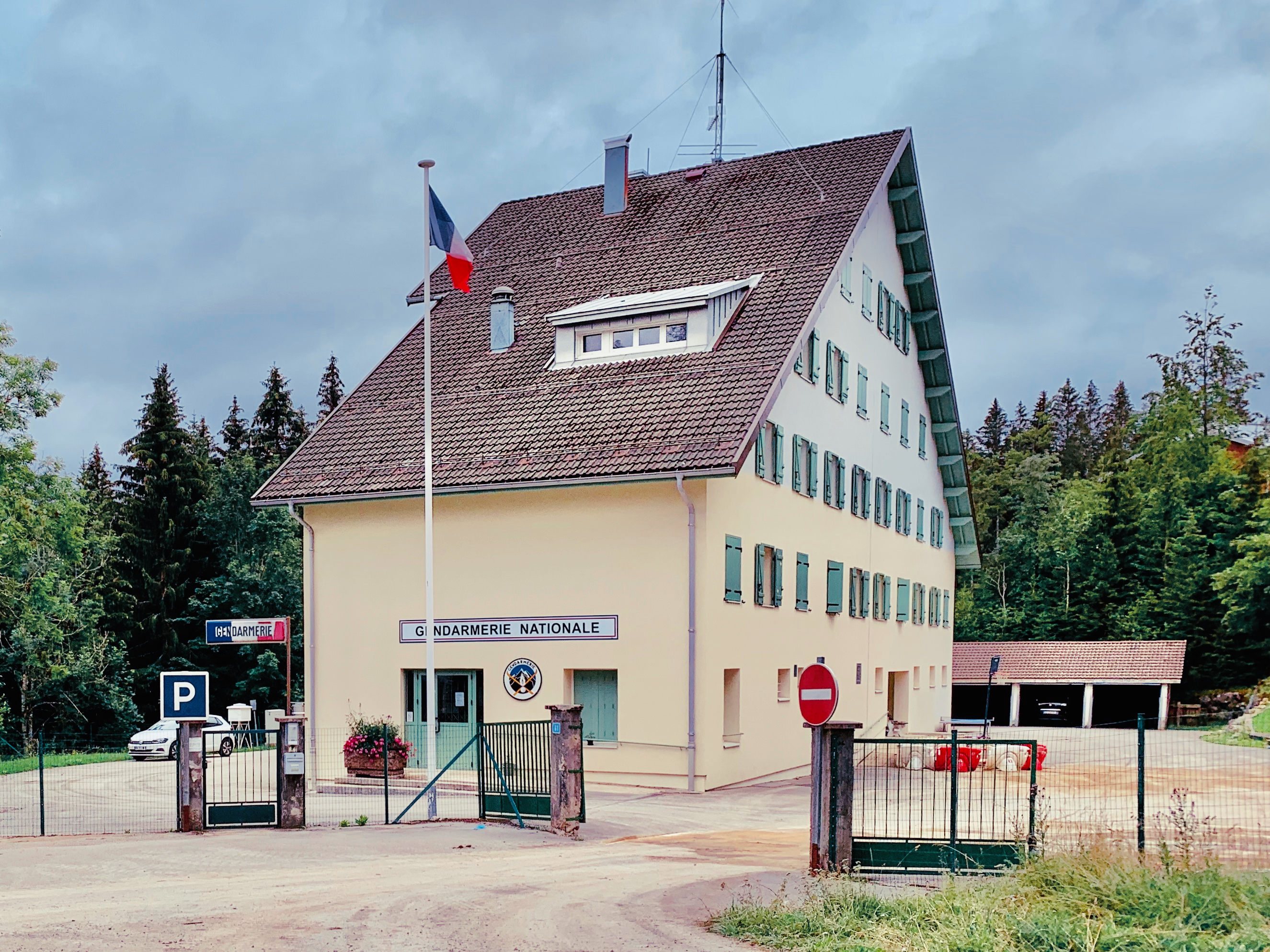
La Gendarmerie (PGHM).
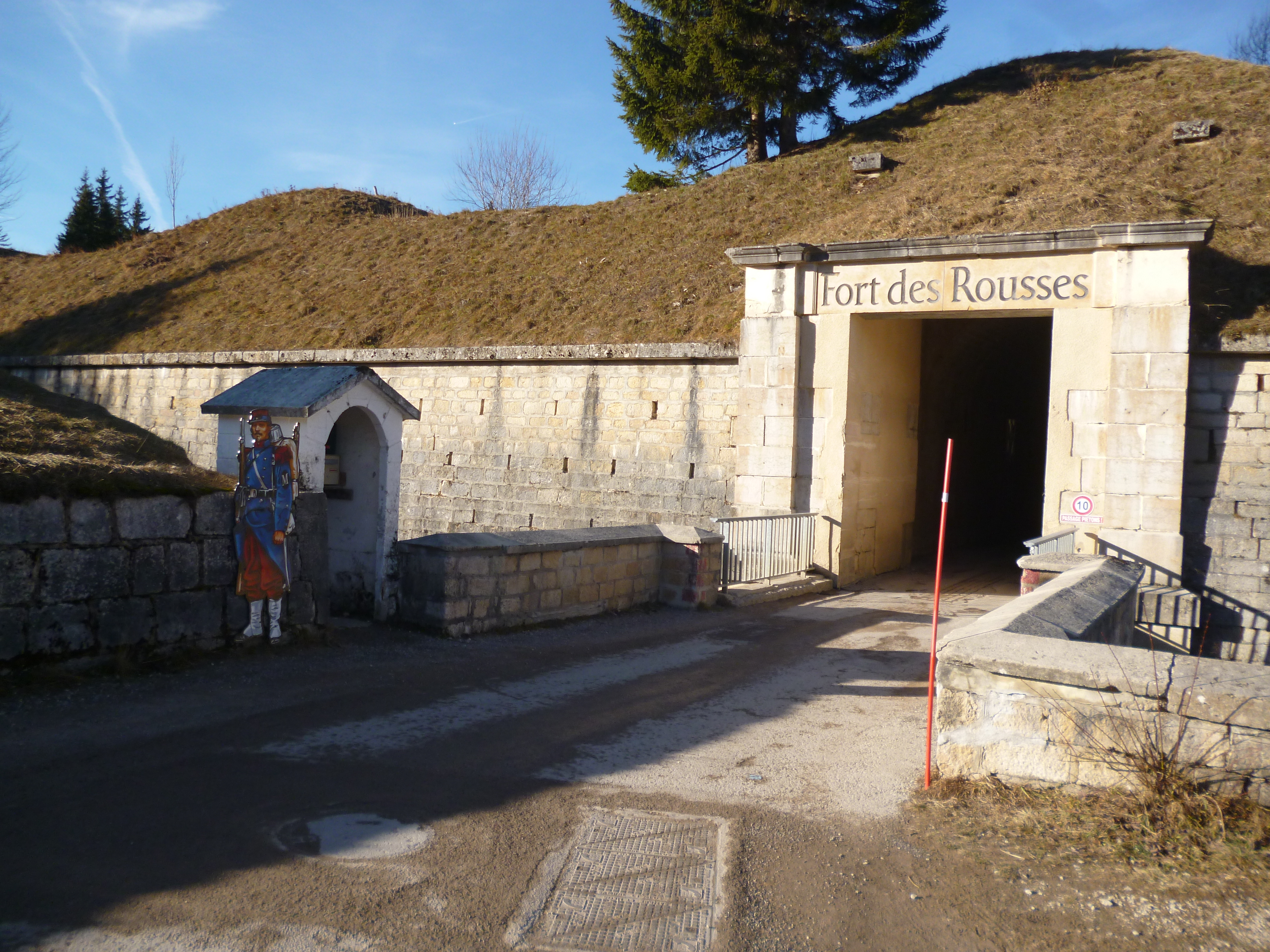
Le Fort des Rousses.
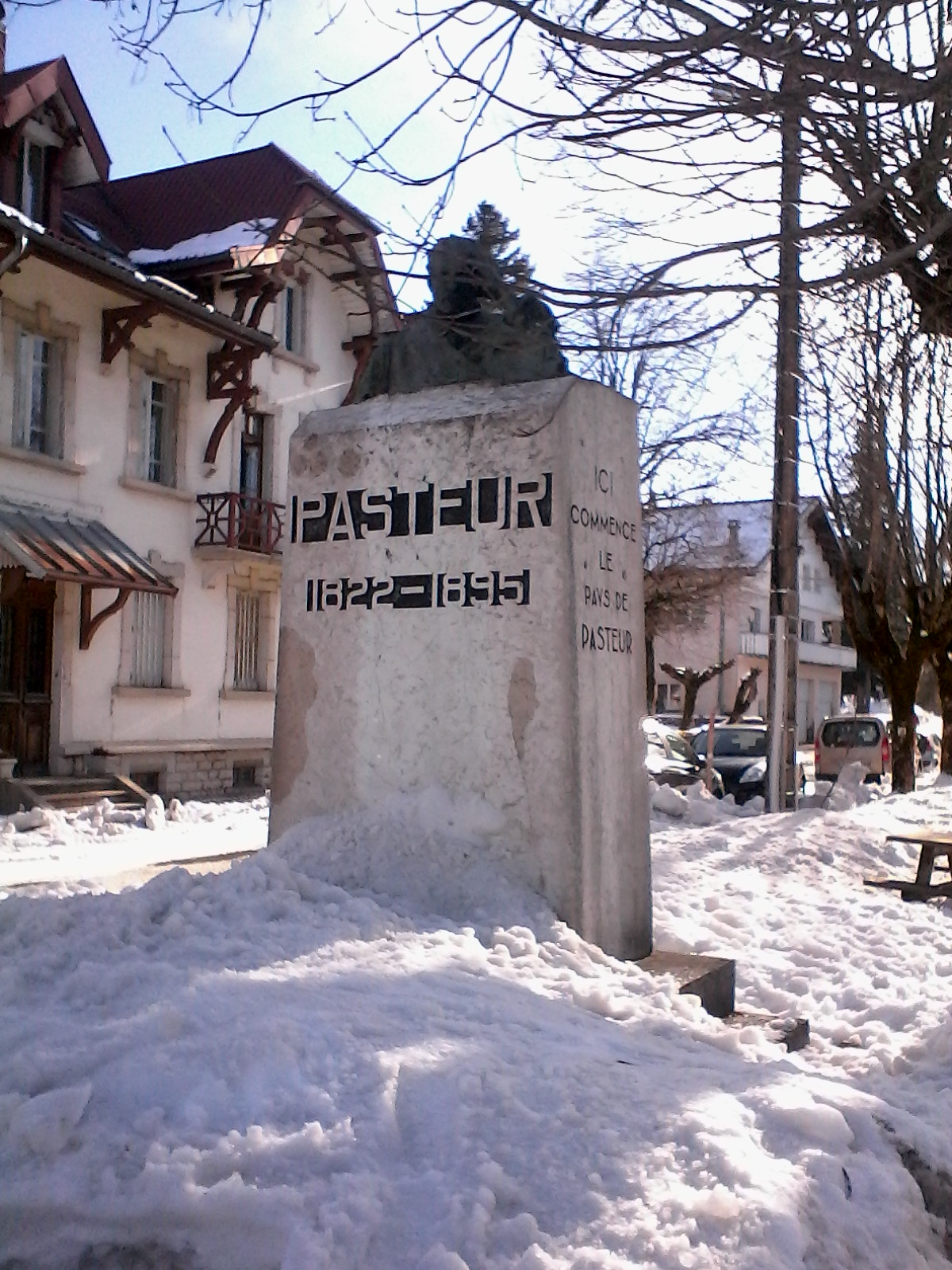
Statue de Louis Pasteur.
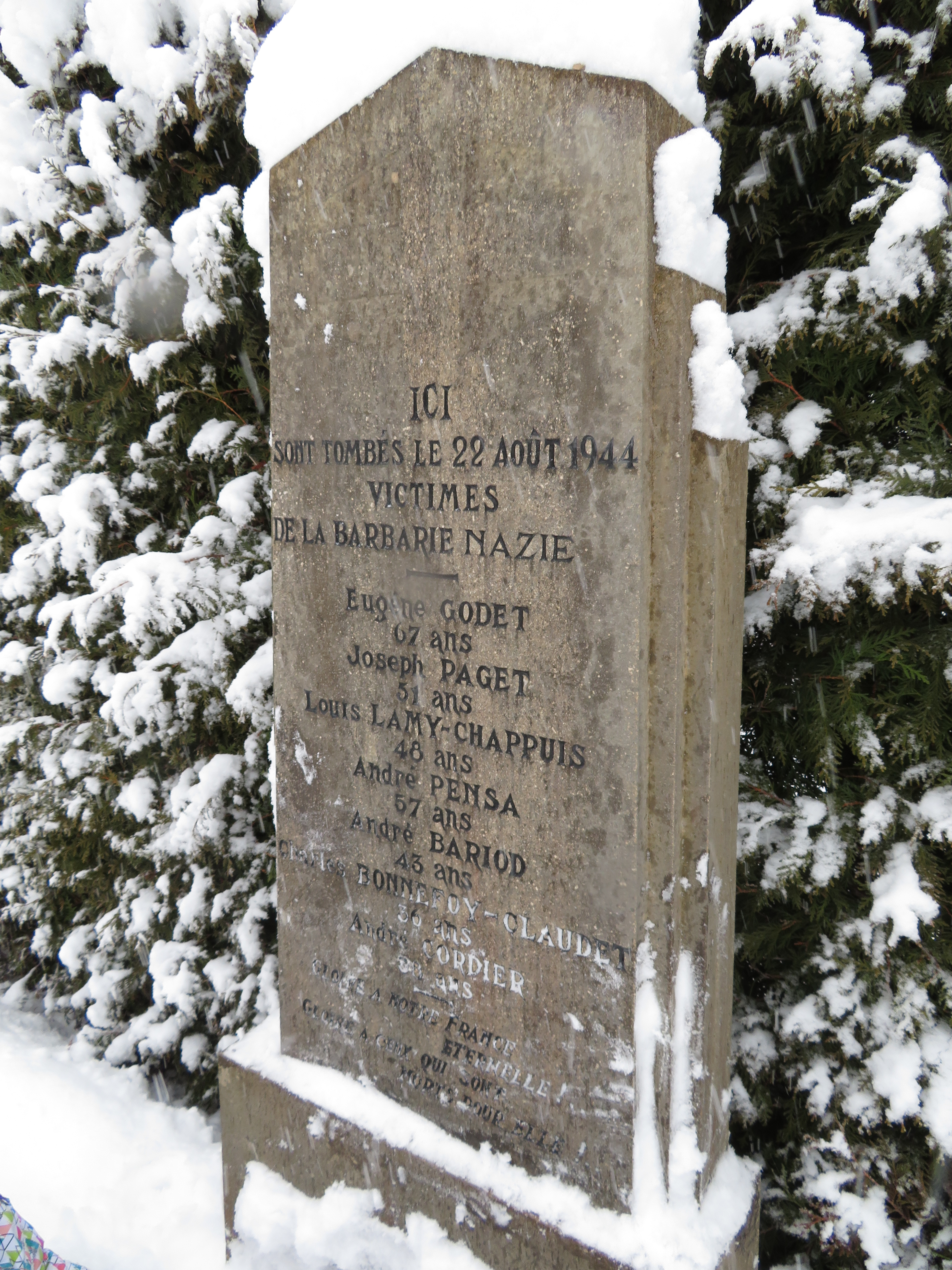
Monument commémoratif.
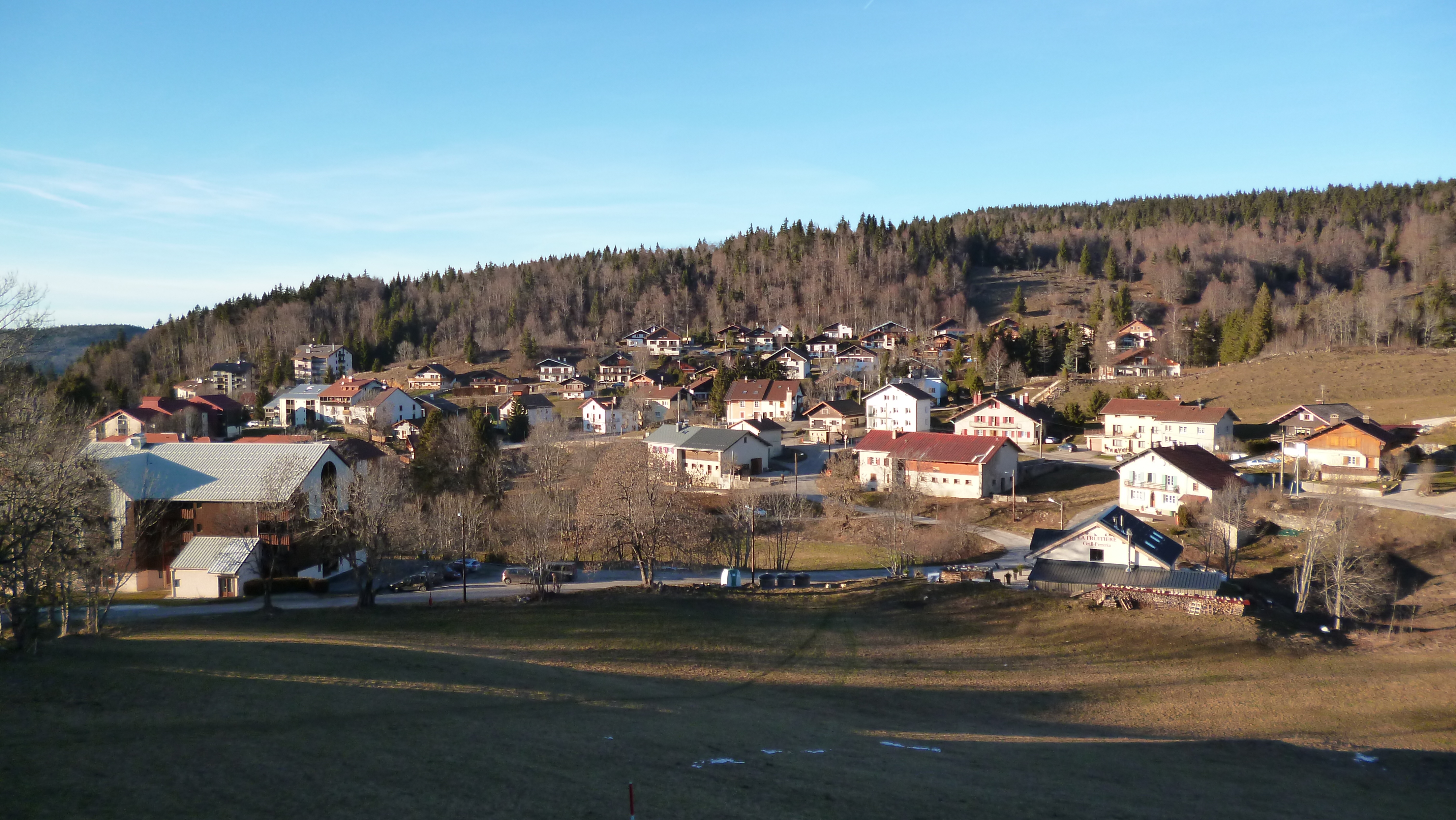
Vue sur la ville.
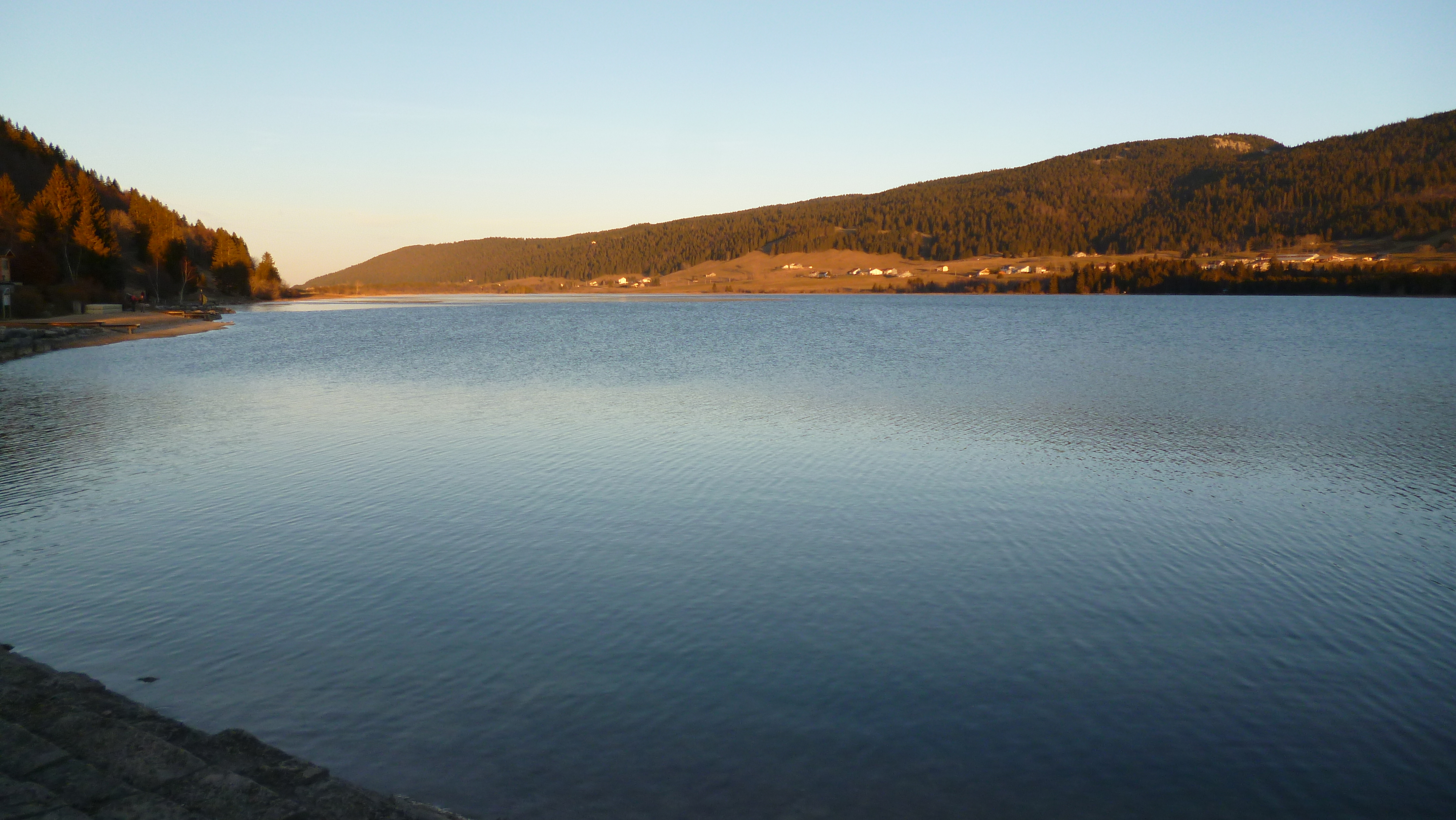
Le lac.
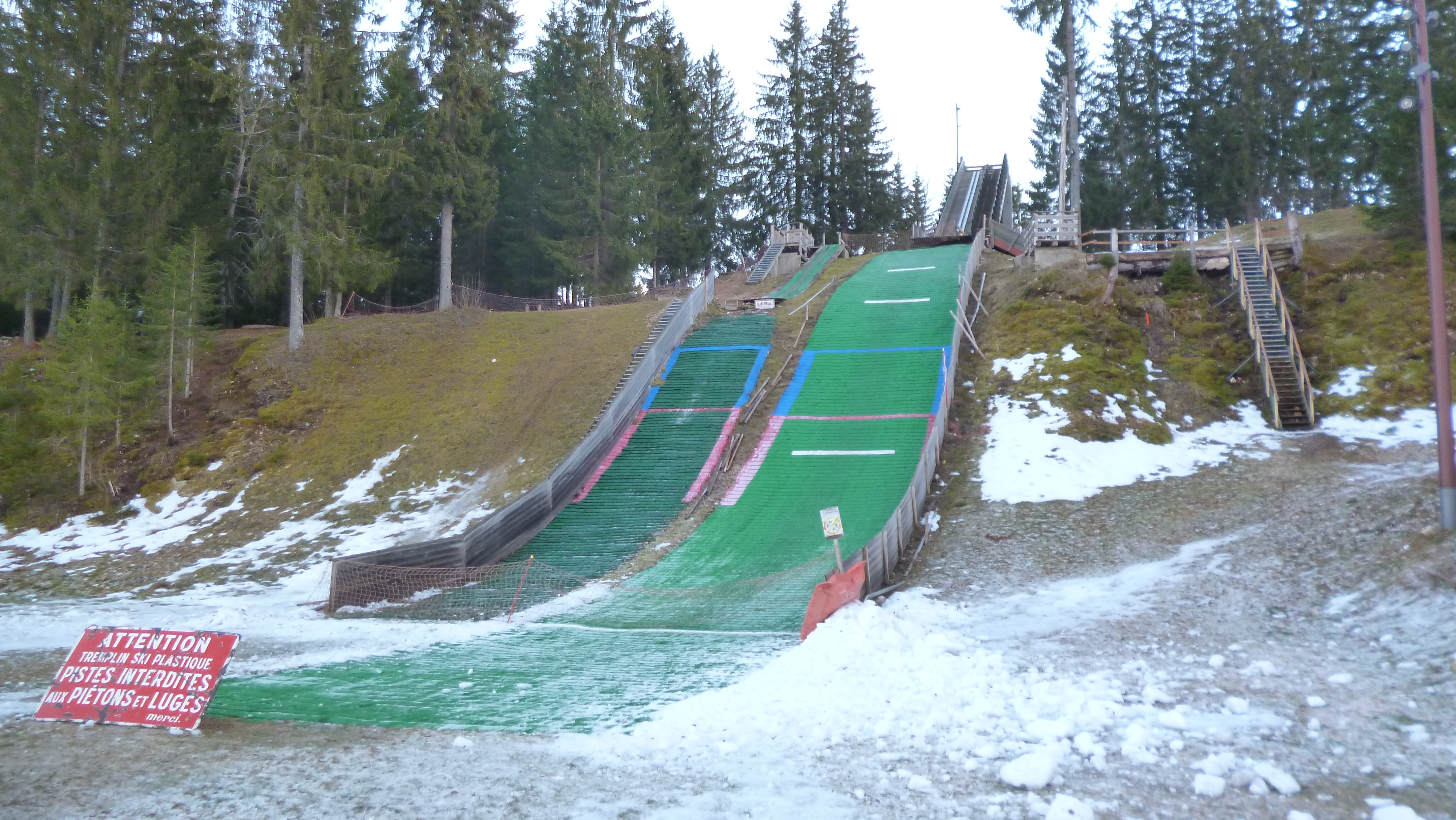
Le tremplin de saut à ski.
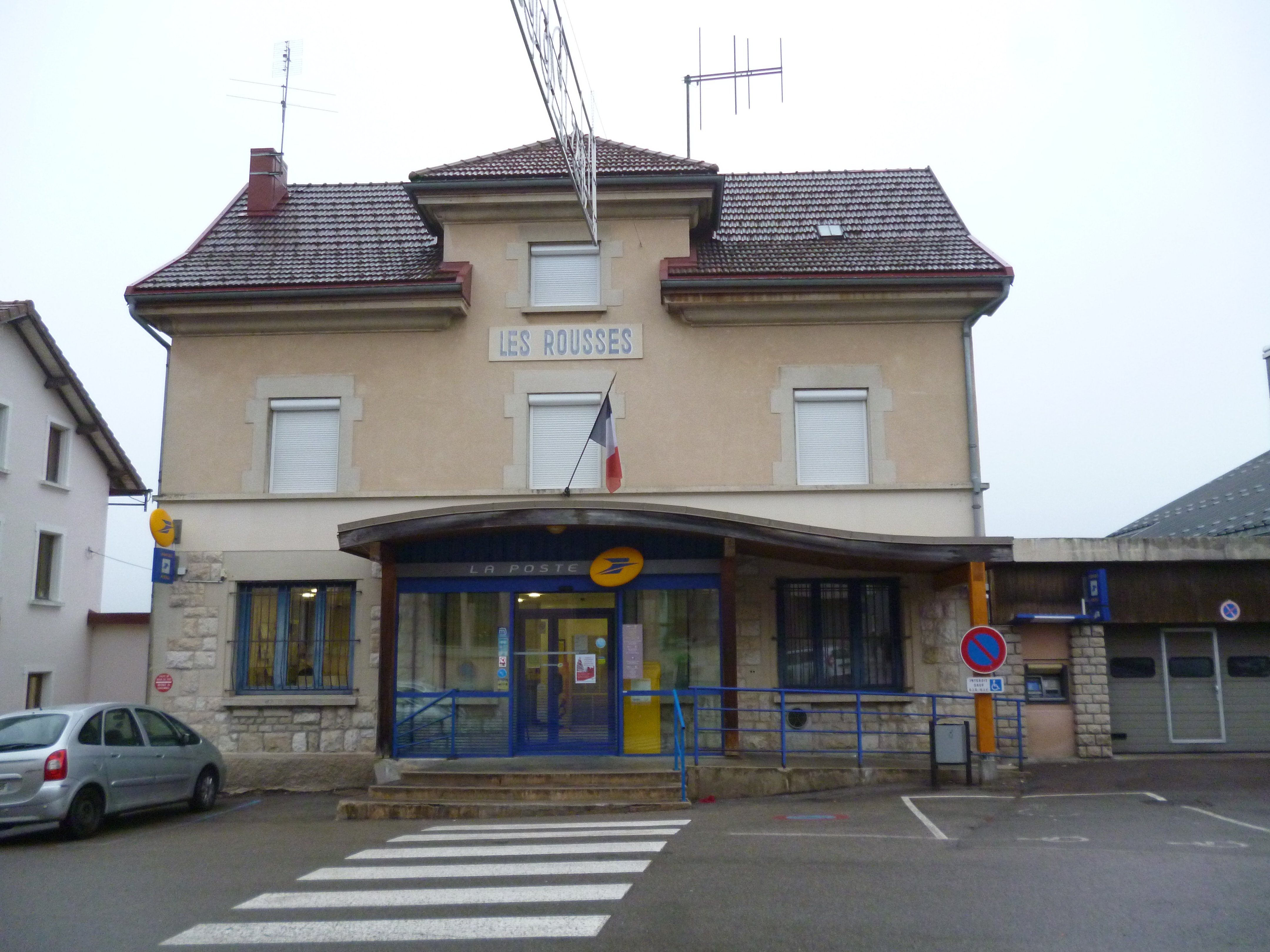
La poste.

### Voies
| 116 odonymes recensés aux Rousses au 18 novembre 2013         | 116 odonymes recensés aux Rousses au 18 novembre 2013 | 116 odonymes recensés aux Rousses au 18 novembre 2013 | 116 odonymes recensés aux Rousses au 18 novembre 2013 | 116 odonymes recensés aux Rousses au 18 novembre 2013 | 116 odonymes recensés aux Rousses au 18 novembre 2013 | 116 odonymes recensés aux Rousses au 18 novembre 2013 | 116 odonymes recensés aux Rousses au 18 novembre 2013 | 116 odonymes recensés aux Rousses au 18 novembre 2013 | 116 odonymes recensés aux Rousses au 18 novembre 2013 | 116 odonymes recensés aux Rousses au 18 novembre 2013 | 116 odonymes recensés aux Rousses au 18 novembre 2013 | 116 odonymes recensés aux Rousses au 18 novembre 2013 | 116 odonymes recensés aux Rousses au 18 novembre 2013 | 116 odonymes recensés aux Rousses au 18 novembre 2013 | 116 odonymes recensés aux Rousses au 18 novembre 2013 |
| Allée                                                         | Avenue                                                | Bld                                                   | Chemin                                                | Cours                                                 | Impasse                                               | Montée                                                | Passage                                               | Place                                                 | Quai                                                  | Rd-point                                              | Route                                                 | Rue                                                   | Square                                                | Autres                                                | Total                                                 |
| ------------------------------------------------------------- | ----------------------------------------------------- | ----------------------------------------------------- | ----------------------------------------------------- | ----------------------------------------------------- | ----------------------------------------------------- | ----------------------------------------------------- | ----------------------------------------------------- | ----------------------------------------------------- | ----------------------------------------------------- | ----------------------------------------------------- | ----------------------------------------------------- | ----------------------------------------------------- | ----------------------------------------------------- | ----------------------------------------------------- | ----------------------------------------------------- |
| 1                                                             | 0                                                     | 0                                                     | 23                                                    | 0                                                     | 8                                                     | 7                                                     | 0                                                     | 2                                                     | 0                                                     | 0                                                     | 24                                                    | 38                                                    | 1                                                     | 12                                                    | 116                                                   |
| Notes « N »                                                   | Notes « N »                                           | Notes « N »                                           | 1. 2. 3. 4. 5. 6.                                     | 1. 2. 3. 4. 5. 6.                                     | 1. 2. 3. 4. 5. 6.                                     | 1. 2. 3. 4. 5. 6.                                     | 1. 2. 3. 4. 5. 6.                                     | 1. 2. 3. 4. 5. 6.                                     | 1. 2. 3. 4. 5. 6.                                     | 1. 2. 3. 4. 5. 6.                                     | 1. 2. 3. 4. 5. 6.                                     | 1. 2. 3. 4. 5. 6.                                     | 1. 2. 3. 4. 5. 6.                                     | 1. 2. 3. 4. 5. 6.                                     | 1. 2. 3. 4. 5. 6.                                     |
| Sources : rue-ville.info & OpenStreetMap & FNACA-GAJE du Jura |                                                       |                                                       |                                                       |                                                       |                                                       |                                                       |                                                       |                                                       |                                                       |                                                       |                                                       |                                                       |                                                       |                                                       |                                                       |

### Édifices
- Chapelle Notre-Dame de Lourdes.
- Église Saint-Pierre : bâtie de 1753 à 1754, le clocher date de 1785-1786. L'église se situe dans le diocèse de Saint-Claude, au sein de la paroisse du Val d'Orbe. Les curés sont MM. les abbés Arnaud Brelot et Pierre Girod.
- Fort des Rousses ou Fort Henry-Martin.
- Fort du Risoux ou Guyot.
- Musée du ski et de la tradition rousselande.

### Sites

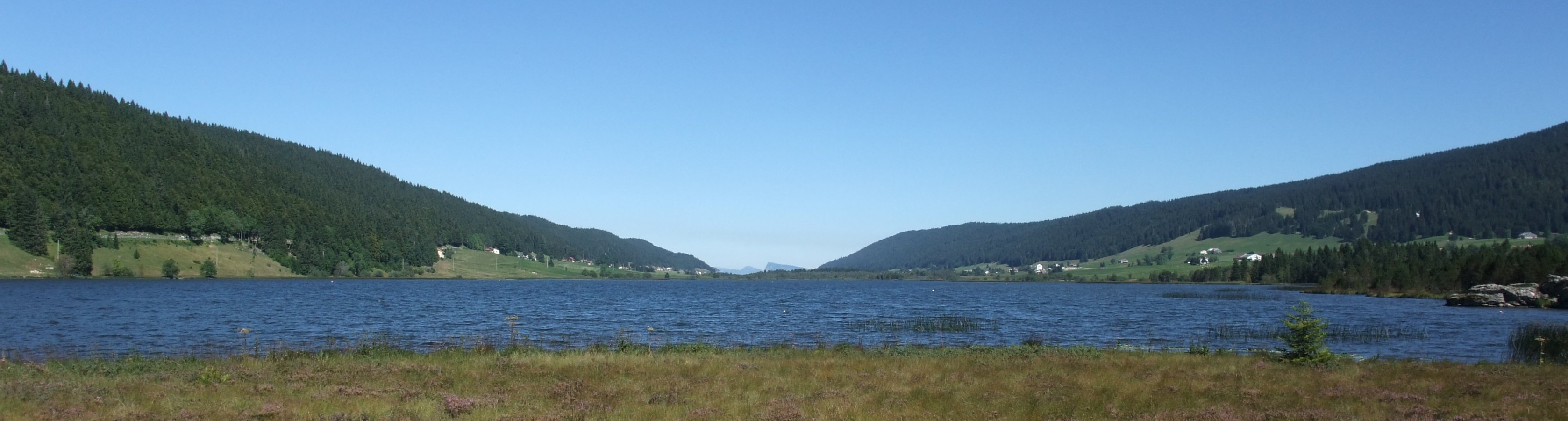
Lac des Rousses.

- Station des Rousses
- Forêt du Risoux
- La Cure
- Lac des Rousses

## Personnalités liées à la commune
- Maurice Favre (1876-1954), dermatologue dont le nom est repris pour diverses pathologies.
- Ernest Thurel (1903-1962), directeur du journal La Croix du Jura de 1941 à 1946, fut curé de la commune en 1936.
- Alain Buffard (1960-2013), danseur et chorégraphe résidant et mort aux Rousses.
- Les quatre membres de la patrouille militaire aux Jeux olympiques de 1924 (Adrien Vandelle, Camille Mandrillon, Georges Berthet et Maurice Mandrillon) sont nés aux Rousses. Adrien Vandelle (1902-1976) est également décédé dans la commune.
- Max Arbez, Juste parmi les nations.

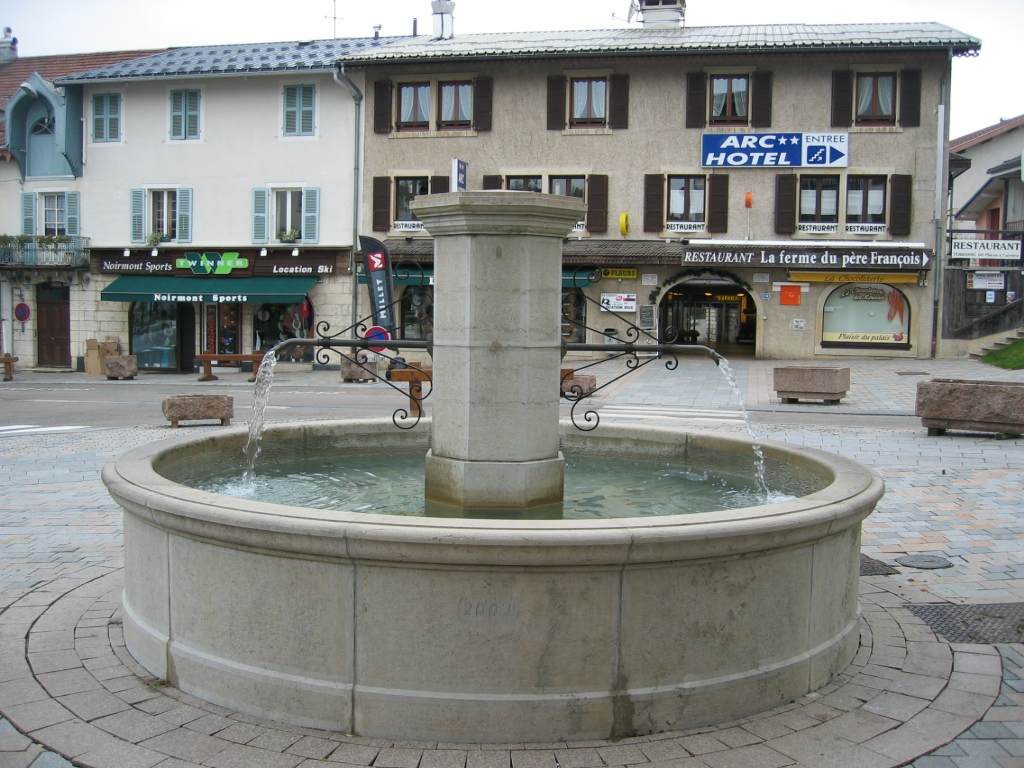
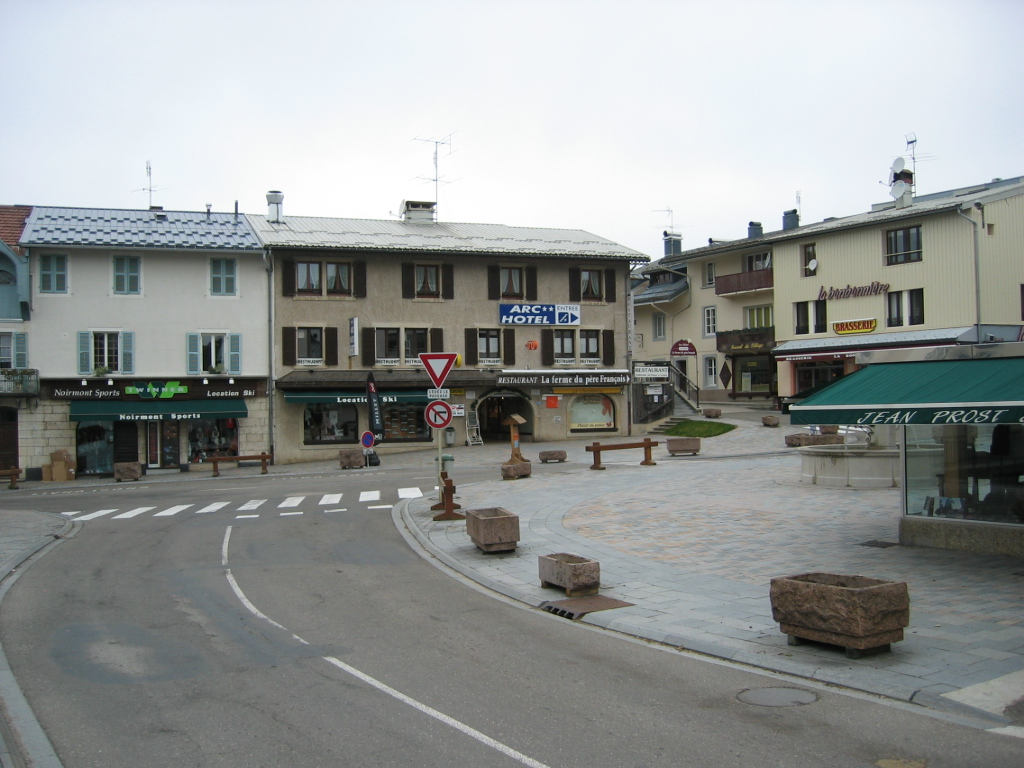
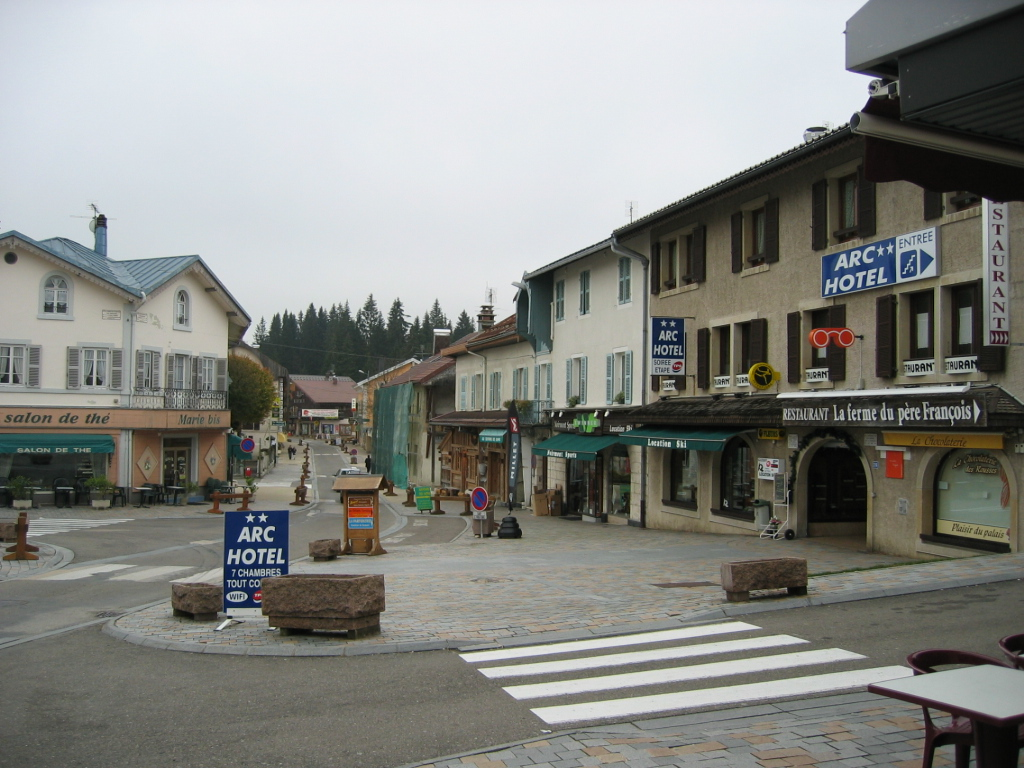
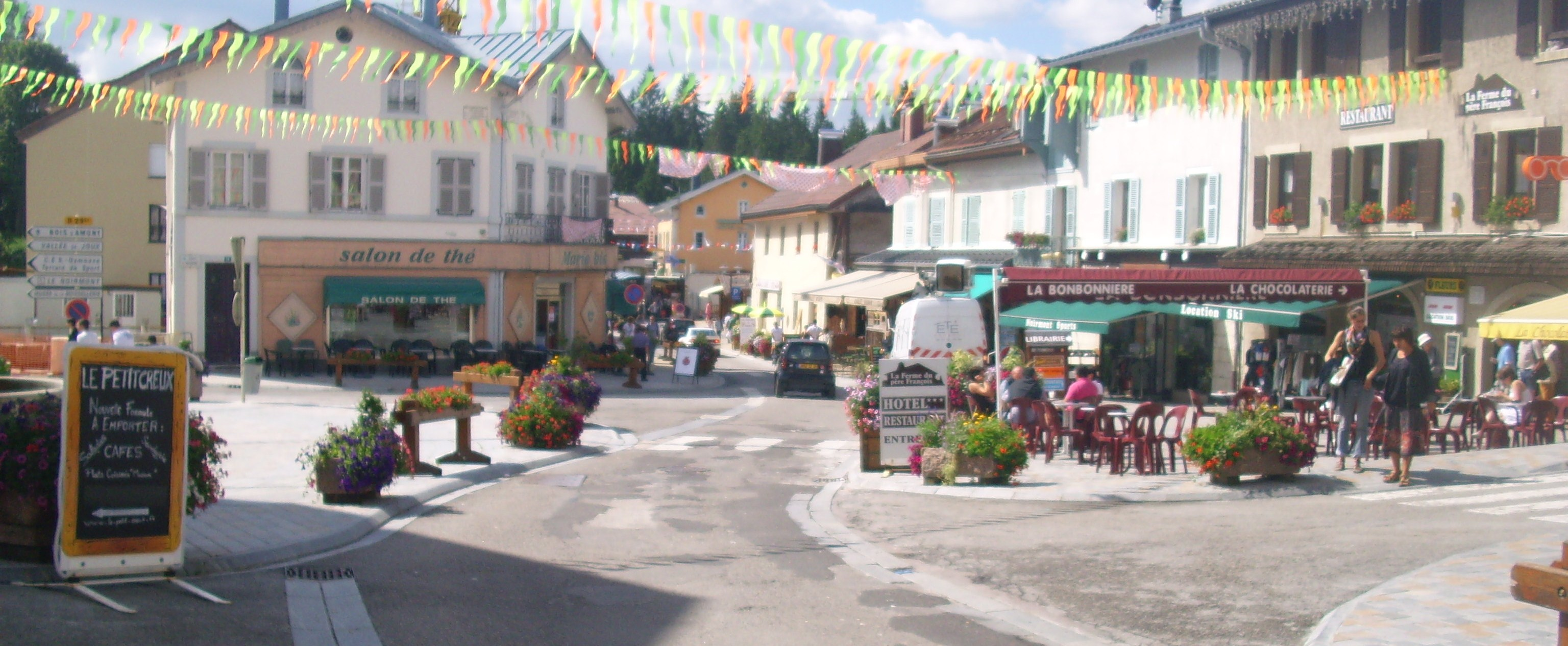
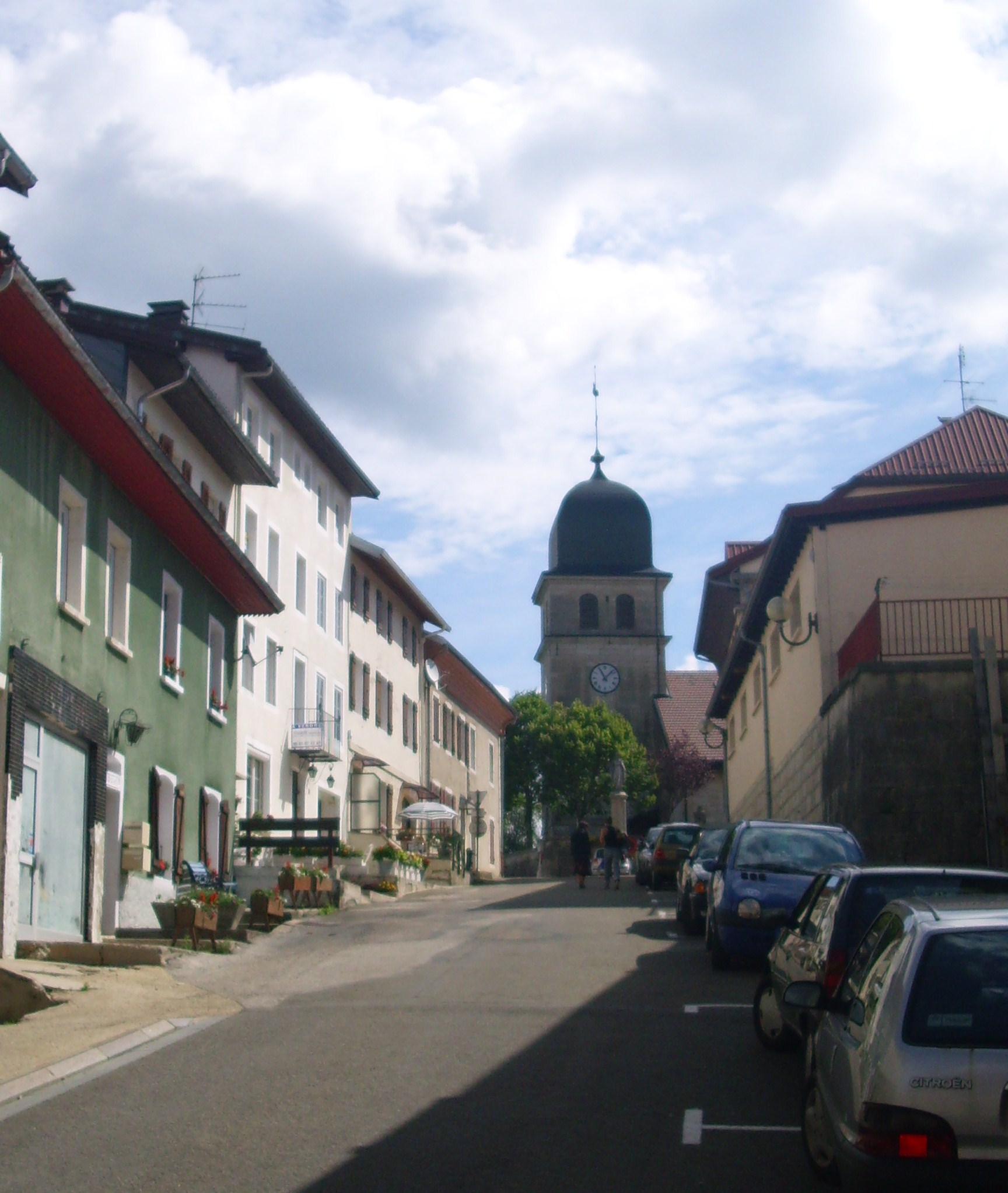
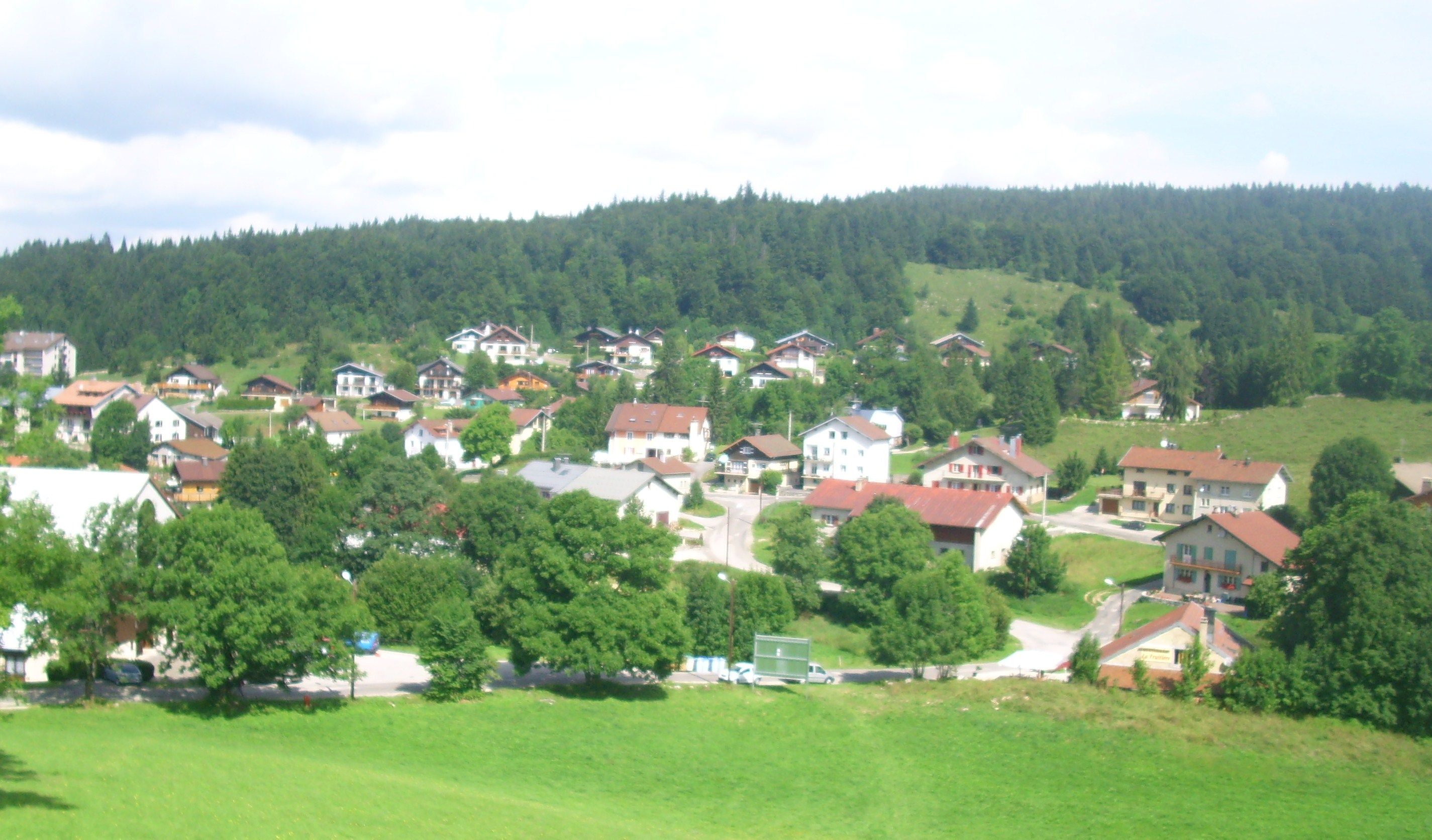
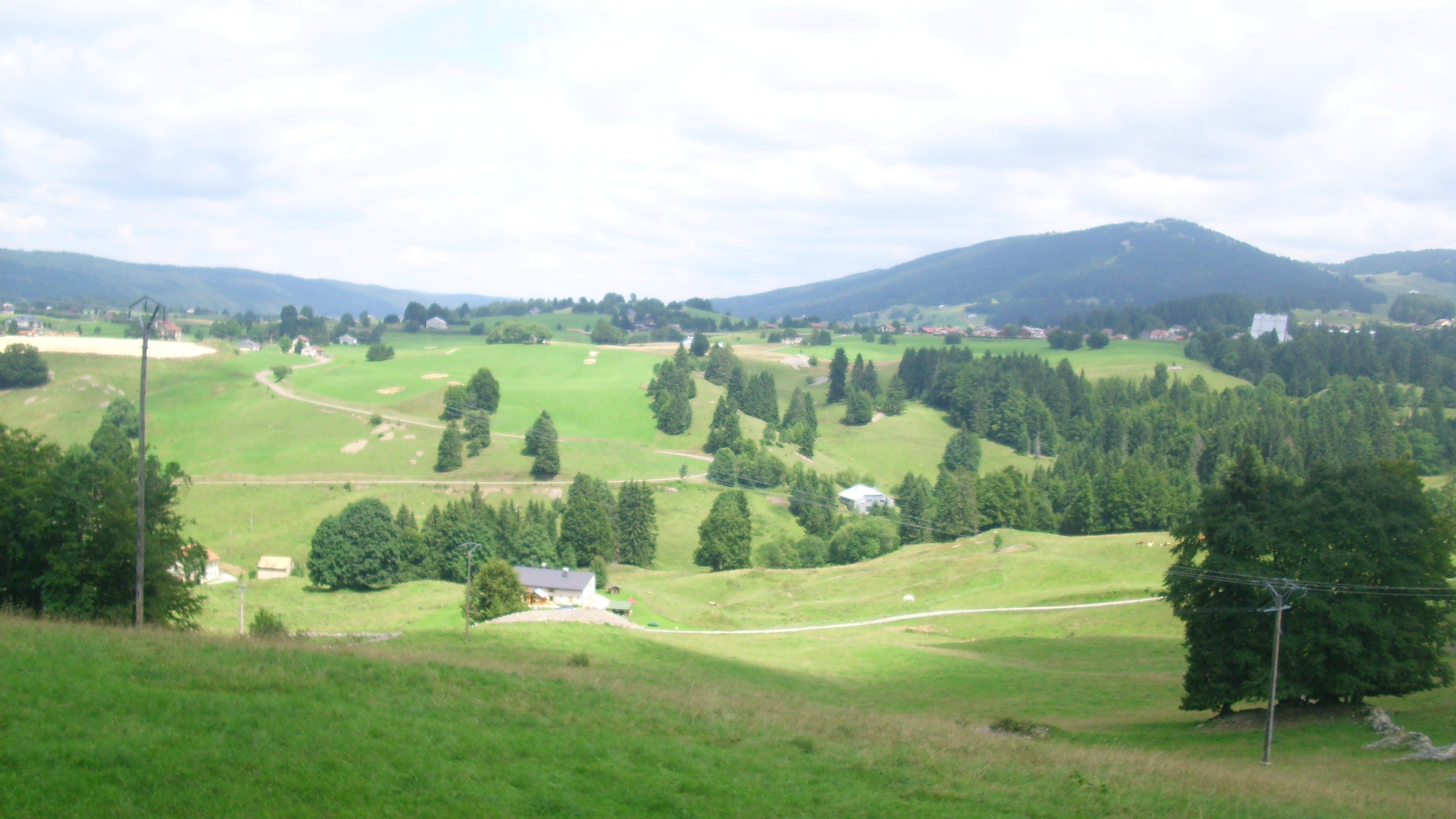

### Cartes
1. ↑  IGN, « Évolution comparée de l'occupation des sols de la commune sur cartes anciennes », sur remonterletemps.ign.fr (consulté le 15 juillet 2023).